# انزو سویرو
انزو سویرو (ایتالیایی: Enzo Siviero؛ زادهٔ ۱۹ ژانویهٔ ۱۹۴۵) مهندس، معمار، و آموزگار اهل ایتالیا است.
 او در سال ۲۰۰۹، در ۶۴ سالگی مدرک دانشگاهی افتخاری معماری را از دانشگاه پلی تکنیک باری دریافت کرد.